# Maestà di Santa Maria dei Servi
La Maestà di Santa Maria dei Servi è un dipinto a tempera e oro su tavola (385x223cm) di Cimabue ed aiuti della sua bottega, databile al 1280-1285 circa e conservato nella chiesa di Santa Maria dei Servi a Bologna.

## Storia
Come altre Maestà duecentesche, fu arrotondata nella parte superiore quando la forma cuspidata non era più in voga, per dare un aspetto più rettangolare e moderno.
La tavola era stata ridipinta, aveva un'iscrizione posticcia e aveva numerose bruciature di candele. Fu restaurata nel 1936-1937 da Enrico Podio e nel 1977 da Ottorino Nonfarmale. Solo nel 2016 è stato completato il restauro che ha restituito all’opera una migliore leggibilità.
L'opera era considerata di autore anonimo fino al 1885. Favorevoli all'attribuzione a Cimabue furono Thode, Strzygowsi, Zimmermann, Aubert, Suida, Weigelt, Offner, Chiappelli, Supino, Venturi, Toesca, Berenson, Sandberg Vavalà, Lavagnino, Becherucci, Volpe, Venturoli, Tartuferi e Bellosi. Più dubbiosi Sirén e Coletti. Con ampia partecipazioni di aiuti per Salmi, Longhi, Ragghianti, Samek, Ludovici, Battisti, Bologna, Marques. La riferirono interamente alla bottega Nicholson, Sinibaldi, Savini e Lazarev. Garrison (1949) l'attribuì a un "maestro bolognese influenzato da Cimabue", mentre la esclusero dal catalogo dell'artista Frey, Wackernagel, van Marle, Mather, D'Ancona, Sindona e Soulier.
Viene in genere riferita a un periodo immediatamente successivo alla Maestà del Louvre (1280 circa) e precedente agli affreschi di Assisi (1288-1292 circa) e alla Maestà di Santa Trinita (1290-1300 circa).

## Descrizione
La pala mostra la Madonna col Bambino tra due angeli appoggiati alla spalliera.
Il trono è raffigurato in tralice, con una complessa tornitura del legno, culminante nell'ampia spalliera a forma di "lira" coperta da un drappo che si apre quasi a ventaglio. Si tratta di un elemento che si ritrova in opere di Coppo di Marcovaldo come la Madonna del Bordone e la Maestà di Orvieto, per l'appunto situate in altre chiese dell'Ordine servita. Qui però l'inclinazione dei bordi è più che mai accentuata, con le colonnine che si piegano vertiginosamente, quasi sgranandosi.
Il Bambino fa un gesto affettuoso verso la Madre. Originale è il suo incedere verso la madre, che solleva una gamba facendola avanzare attraverso lo spacco della veste. Qui Gesù appare, forse per la prima volta (se si accetta la datazione duecentesca) come un bambino piuttosto che come un filosofo antico in miniatura, verso una più verosimile rappresentazione umana di un rapporto madre-figlio. Il volto di Maria, particolarmente tondeggiante, è sereno e quasi sorridente. Sembra aver abbandonato l'espressione severa della Maestà del Louvre o della piccola Madonna di Londra e preannunciare quei volti più distesi delle Maestà di Assisi o di Santa Trinita.
In questo come in altri dipinti di maestri italiani è presente una riproduzione di un tessuto islamico. In particolare qui una striscia di tessuto copre il bordo superiore del trono: un'iscrizione pseudoaraba i cui "caratteri" sono molto simili a quelli trovati su una ceramica contemporanea siriana, oggi custodita al Victoria and Albert Museum.

## Stile e datazione
A causa delle modeste condizioni di conservazione non è possibile valutare appieno la qualità della pittura. La parte più significativa è forse il complesso panneggio della veste azzurra di Maria, con pieghe fitte e fascianti, a sottosquadri, che rivela l'anatomia delle ginocchia senza schematismi nel formarsi delle pieghe. Le pieghe del manto sopra la testa cadono in linee concentriche non verticali. Queste due caratteristiche pongono l'opera non troppo distante dalla Maestà del Louvre o dalla piccola Madonna di Londra entrambi databili intorno al 1280 e la pre-datano rispetto all'attività assisiate dell'artista (1288-1292). Anche la forma della narice, molto indicativa nel suggerire le datazioni delle opere di Cimabue come sottolineato dal Bellosi, indica una data precedente all'attività assisiate dell'artista (1288-1292).
Invece l'espressione serena e distesa, quasi sorridente, indica un'evoluzione rispetto alle due tavole ed un avvicinamento allo stile più tardo dell'artista, vicino alle Maestà di Assisi (1288 circa) o di Santa Trinita (1290-1301_
È presente anche una maggiore energia rispetto alle Maestà del 1280, nella Vergine saldamente seduta sul trono e nel Bambino più irrequieto. Da precisare comunque che questi tratti non saranno ripresi da Cimabue nelle Maestà successive.
Nel complesso, queste caratteristiche stilistiche suggeriscono una datazione intorno ai primi anni ottanta del XIII secolo.